# Tushek TS 500
Der Tushek TS 500 ist ein Sportwagen des 2012 von Aljosa Tushek und Jacob Carl Spigel gegründeten österreichischen Automobilherstellers Tushek.
Den Antrieb im TS 500 übernimmt ein 331 kW (450 PS) starker 4,2-Liter-V8-Ottomotor von Audi, der auch im RS4 zum Einsatz kommt.

## Technische Daten
|                                             | Tushek TS 500          |
| Bauzeitraum                                 | seit 2012              |
| Motorkenndaten                              |                        |
| Motortyp                                    | V8-Ottomotor           |
| Hubraum                                     | 4163 cm³               |
| max. Leistung bei min−1                     | 331 kW (450 PS) / 7900 |
| max. Drehmoment bei min−1                   | 428 Nm / 3200          |
| Messwerte                                   |                        |
| Höchstgeschwindigkeit                       | 310 km/h               |
| Beschleunigung, 0–100 km/h                  | 3,7 s                  |
| Beschleunigung, 0–200 km/h                  | 11,5 s                 |
| Kraftstoffverbrauch auf 100 km (kombiniert) | 11,5 l Super           |
| Tankinhalt                                  | 45 l                   |